# 共謀者 ID
『共謀者 ID』（きょうぼうしゃ・あい・でぃー）は、ASKAの映像作品。1997年8月7日にVHS(ファンクラブ限定)で発売され、2001年1月1日にDVDで一般販売された。

## 解説
ASKAのソロとしては初となる映像作品。1997年に行ったコンサートツアー『ASKA CONCERT TOUR ID -SUPPORTED by NEC-』の模様を収録。
VHSはファンクラブ限定販売で、本作のVHSと書籍『三人のASKA』がセットになった限定盤も存在する。
その後、2001年1月1日にDVDがヤマハミュージックコミュニケーションズから発売され、初の一般販売となった。

## 収録曲
1. 共謀者
作詞・作曲：飛鳥涼
2. 着地点
作詞・作曲：飛鳥涼
3. ONE
作詞：飛鳥涼　作曲：飛鳥涼・ERVIN BEDWARD
4. 風の引力
作詞・作曲：飛鳥涼
5. 帰宅
作詞・作曲：飛鳥涼
6. ID
作詞・作曲：飛鳥涼
7. 月が近づけば少しはましだろう
作詞・作曲：飛鳥涼
8. 僕はすっかり
作詞・作曲：飛鳥涼
9. バーガーショップで逢いましょう
作詞・作曲：飛鳥涼
10. ブラックマーケット
作詞・作曲：飛鳥涼
11. 晴天を誉めるなら夕暮れを待て
作詞・作曲：飛鳥涼
12. 君が愛を語れ
作詞・作曲：飛鳥涼
13. 草原にソファを置いて
作詞・作曲：飛鳥涼